# NGC 2371
NGC 2371 (другие обозначения — NGC 2372, PK 189+19.1) — планетарная туманность в созвездии Близнецы.
Этот объект занесён в новый общий каталог несколько раз, с обозначениями NGC 2371, NGC 2372.
Этот объект входит в число перечисленных в оригинальной редакции «Нового общего каталога».
Центральной звездой туманности является звездой Вольфа-Райе. NGC 2371 состоит из двух пар «лепестков», выступающих из центральной бочкообразной полости, пары «узлов» с низкой ионизацией вещества, а также из высоковозбуждённого «ореола».